# ТИС-Зерно
ТИС-Зерно (укр. ТІС-Зерно) — украинский зерновой терминал. Занимается перевозом и хранением хлебных грузов. Входит в группу терминалов компании «Трансинвестсервис».
Принадлежит ООО «ТИС-Зерно», основанному в 1999 году. Основатель и владелец 100 % акций — российский предприниматель Алексей Федорычев. Директор терминала — Игорь Чобитько.
Терминал расположен в акватории порта «Южный» на северо-востоке от Одессы. Занимает земельный участок площадью 14 га. Перевалка грузов осуществляется на причале № 16 (длина — 279 м, глубина у границы — 14 м).
Грузооборот — 2 млн тон в 2018 году.
Мощность единовременного хранения складов — 460 тыс. т. Мощность напольного склада зерна — 120 тыс. т.